# Argyreia

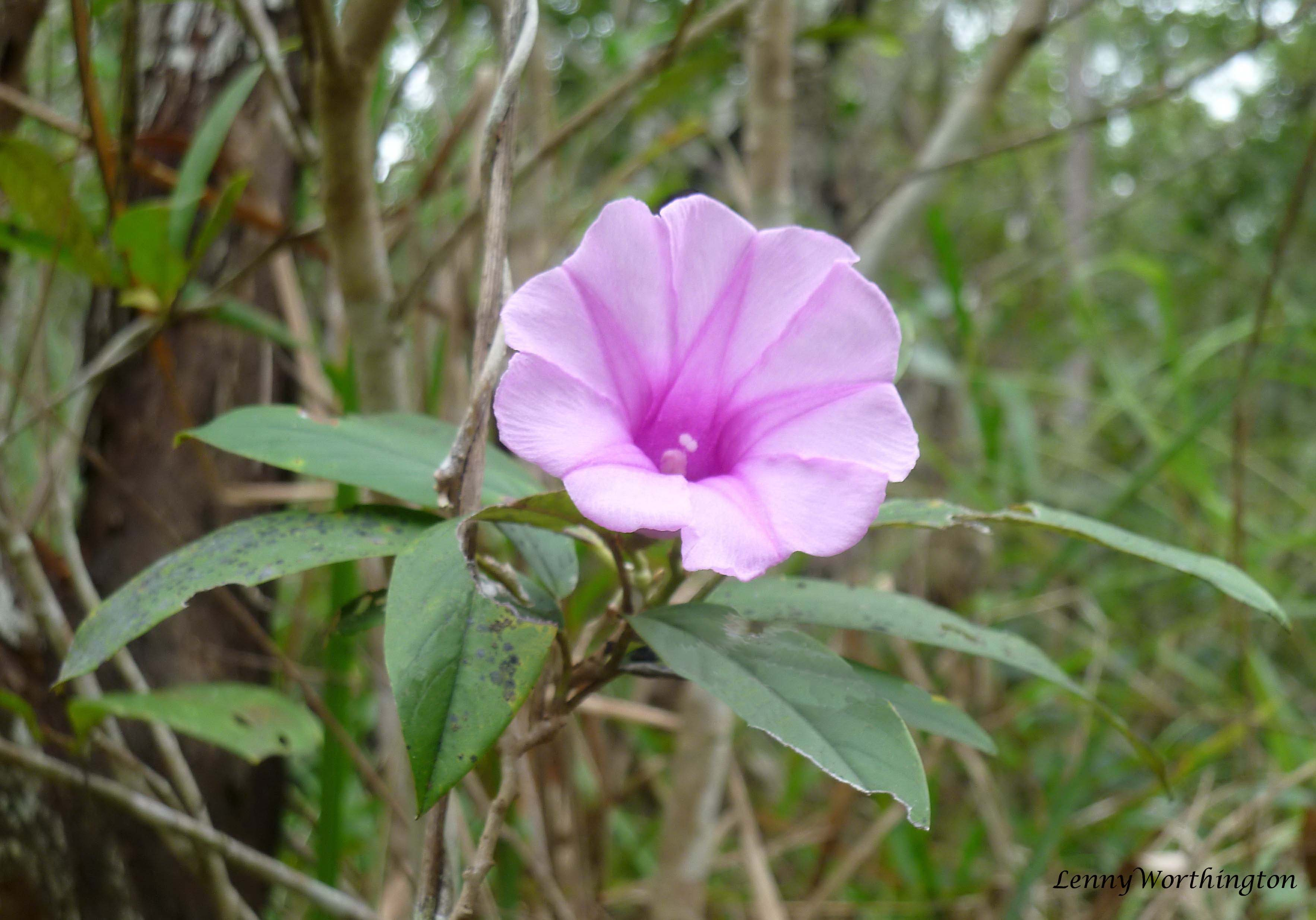
Argyreia capitiformis

Argyreia – rodzaj roślin z rodziny powojowatych (Convolvulaceae). Obejmuje 143 gatunki. Występują one jako rodzime w południowo-wschodniej Azji, na Madagaskarze i w stanie Queensland w północnej Australii (jeden gatunek). Jako introdukowane rosną w tropikalnej Afryce oraz w rejonie Ameryki Środkowej od Florydy po Wenezuelę.
Niektóre gatunki uprawiane są jako rośliny ozdobne, zwłaszcza Argyreia nervosa. Gatunek ten cechuje się też dużą zawartością erginy (LSA) i wykorzystywany jest jako psychodelik. Wysuszone owoce wraz z kielichem oferowane są w handlu jako „drewniane róże”. 
Nazwa naukowa utworzona została z greckiego słowa argyros oznaczającego „srebro” w nawiązaniu do białej barwy liści od spodu.

## Morfologia

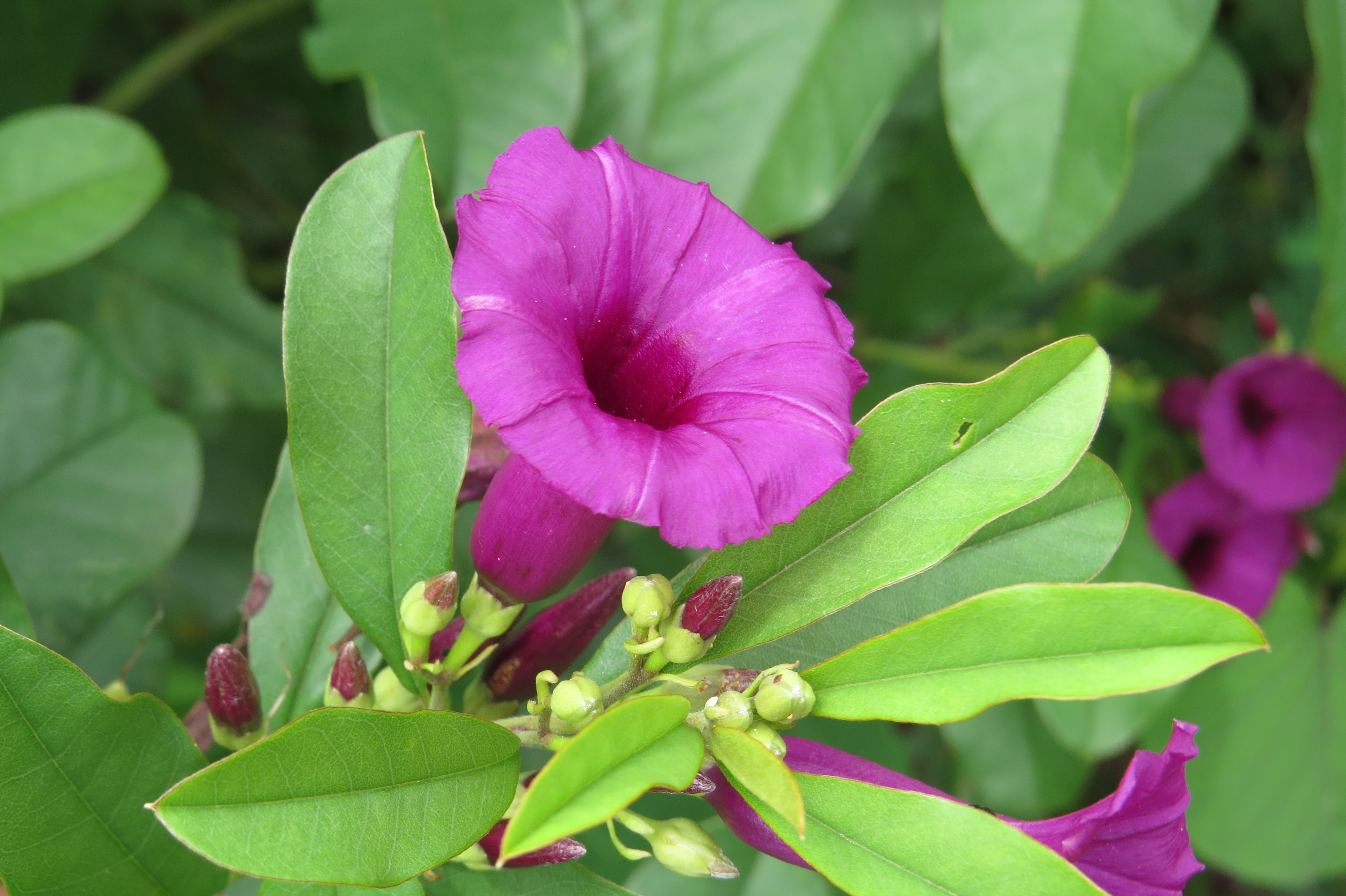
Argyreia cuneata

PokrójKrzewy o pędach zwisających lub wspinających się i liany, rzadziej byliny. Pędy za młodu przynajmniej gęsto owłosione, później łysiejące.
LiścieOgonkowe, całobrzegie, osiągające do 27 cm długości, zwłaszcza od spodu zwykle gęsto owłosione, z wierzchu nagie lub łysiejące.
KwiatyWyrastają z kątów liści lub na szczytach pędów zebrane po kilka lub wiele w kwiatostany wierzchotkowe, czasem w mniej lub bardziej zwarte główki. Podsadki czasem okazałe i trwałe, u niektórych gatunków też drobne i odpadające. Działki kielicha trwałe i powiększające się w czasie owocowania, skórzaste lub cienkie, po stronie odosiowej zwykle omszone, od wewnątrz nagie i często czerwone. Korona dzwonkowata, lejkowata lub rurkowata, purpurowa, czerwona, różowa, lub biała, całobrzega lub podzielona na 5 łatek, zwykle z 5 wyraźnymi, owłosionymi ciemniejszymi paskami. Pręciki są osadzone u nasady rurki korony i są w niej schowane lub wystają z niej. Dysk miodnikowy w postaci pierścienia lub miseczki jest całobrzegi lub podzielony na 5 łatek. Zalążnia jest dwu- lub czterokomorowa, zawsze z czterema zalążkami, omszona lub naga. Pojedyncza szyjka słupka jest nitkowata, schowana w rurce korony lub z niej wystaje, dwudzielna na szczycie i zakończona główkowatym znamieniem.
OwoceMięsiste lub skórzaste jagody, elipsoidalne lub kuliste, barwy czerwonej, pomarańczowej lub żółtej. Zawierają od jednego do czterech nasion, o łupinie nagiej lub owłosionej przy hilum.

## Systematyka
Pozycja systematyczna

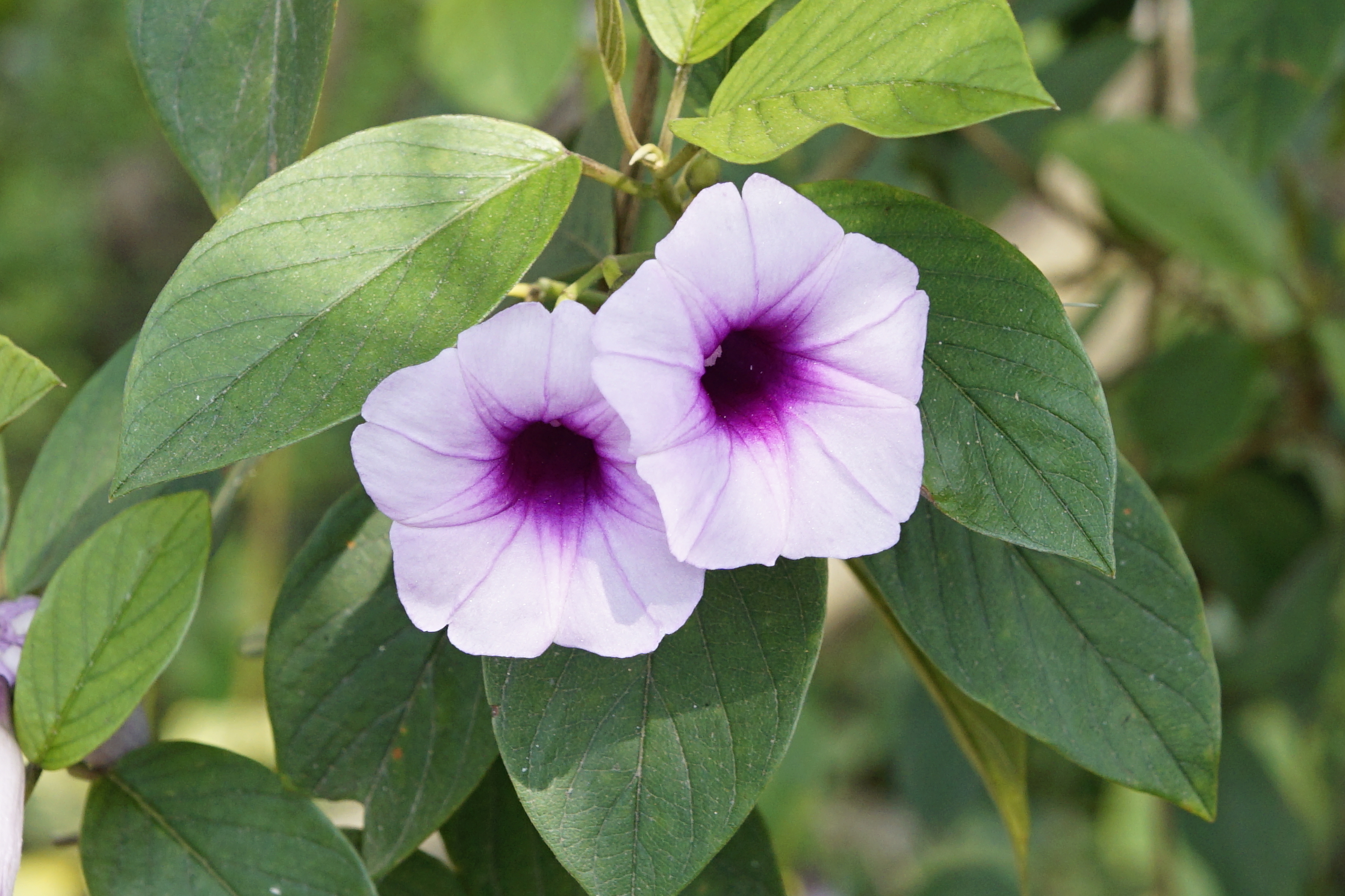
Argyreia elliptica

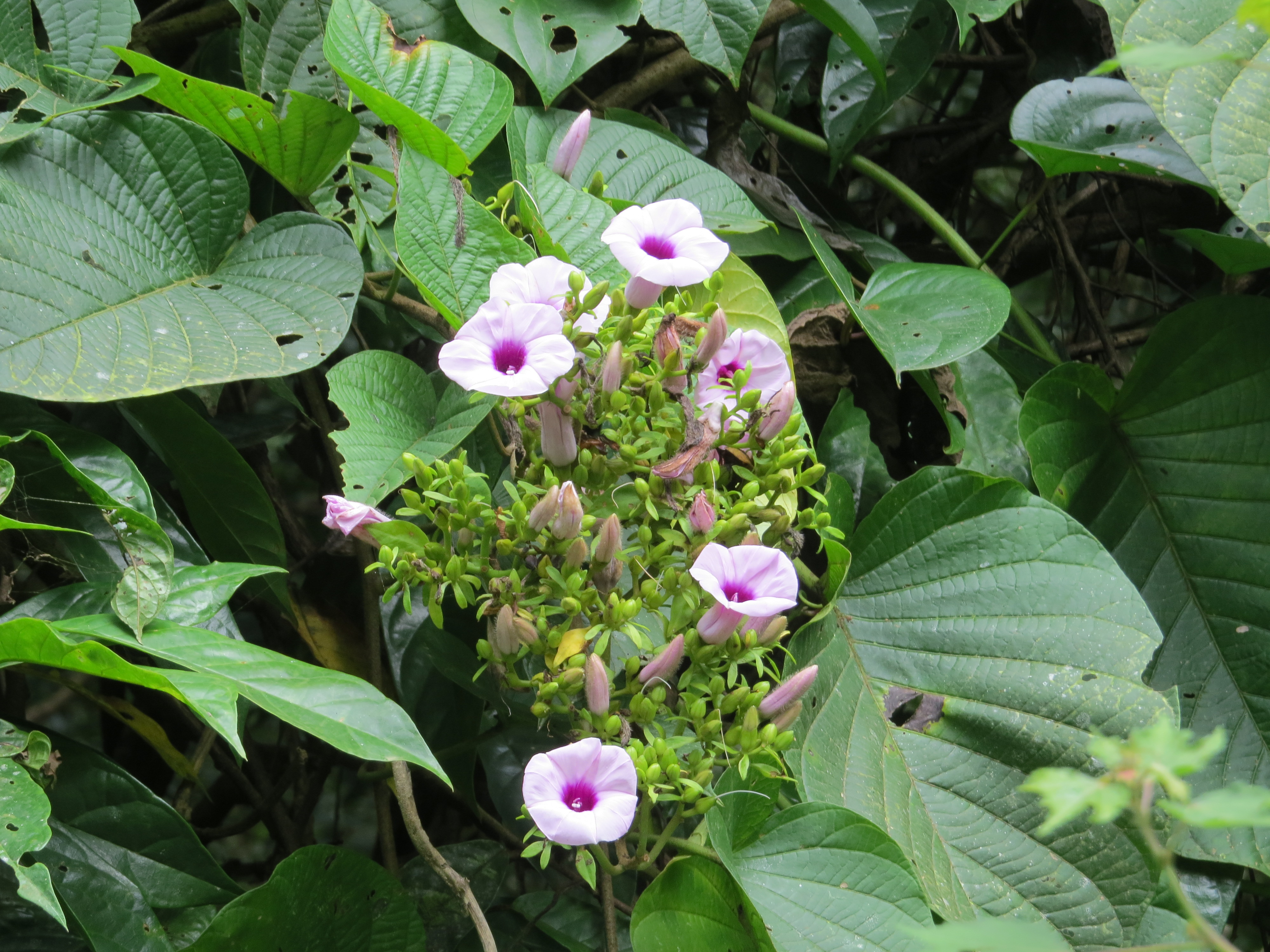
Argyreia hirsuta

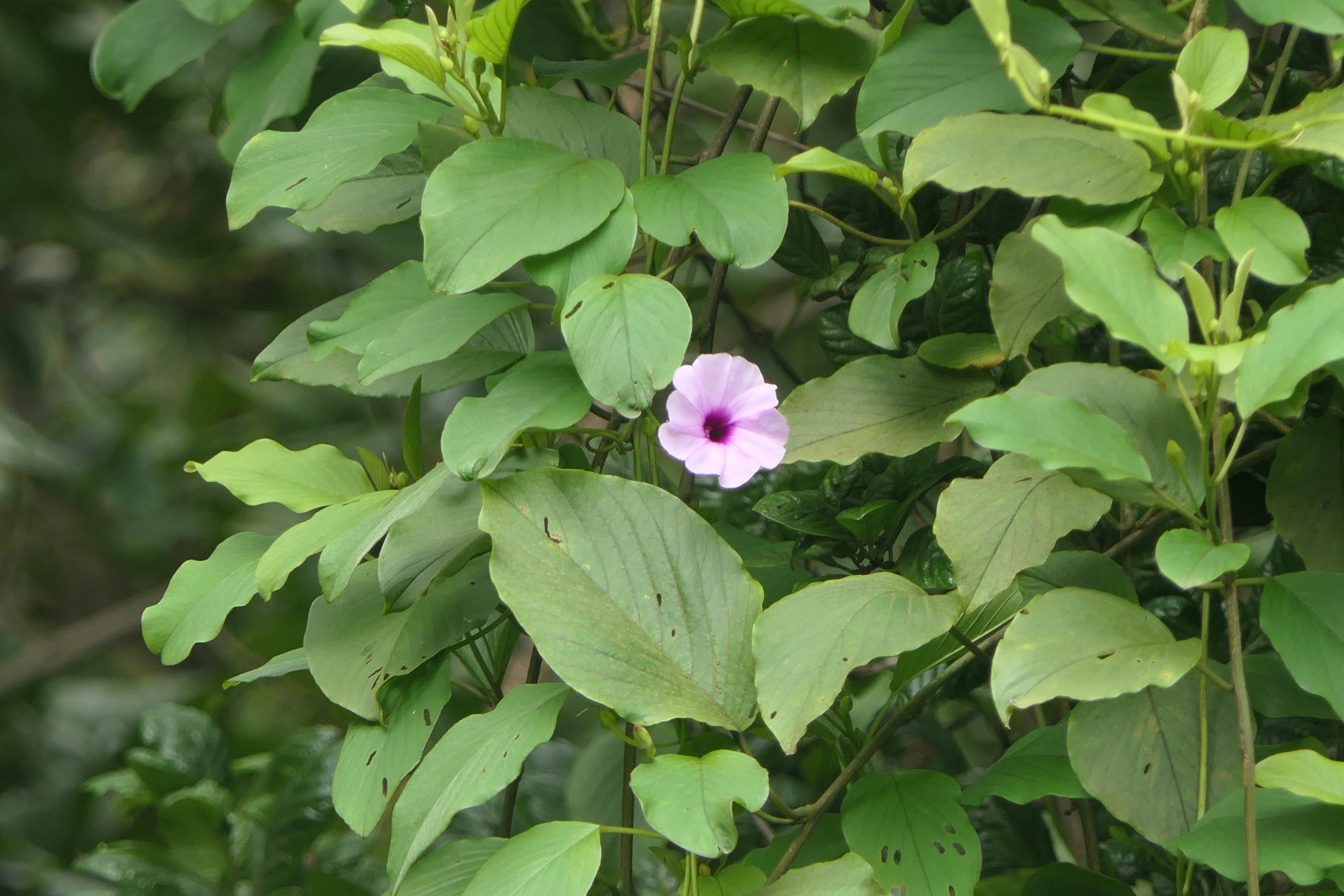
Argyreia leschenaultii

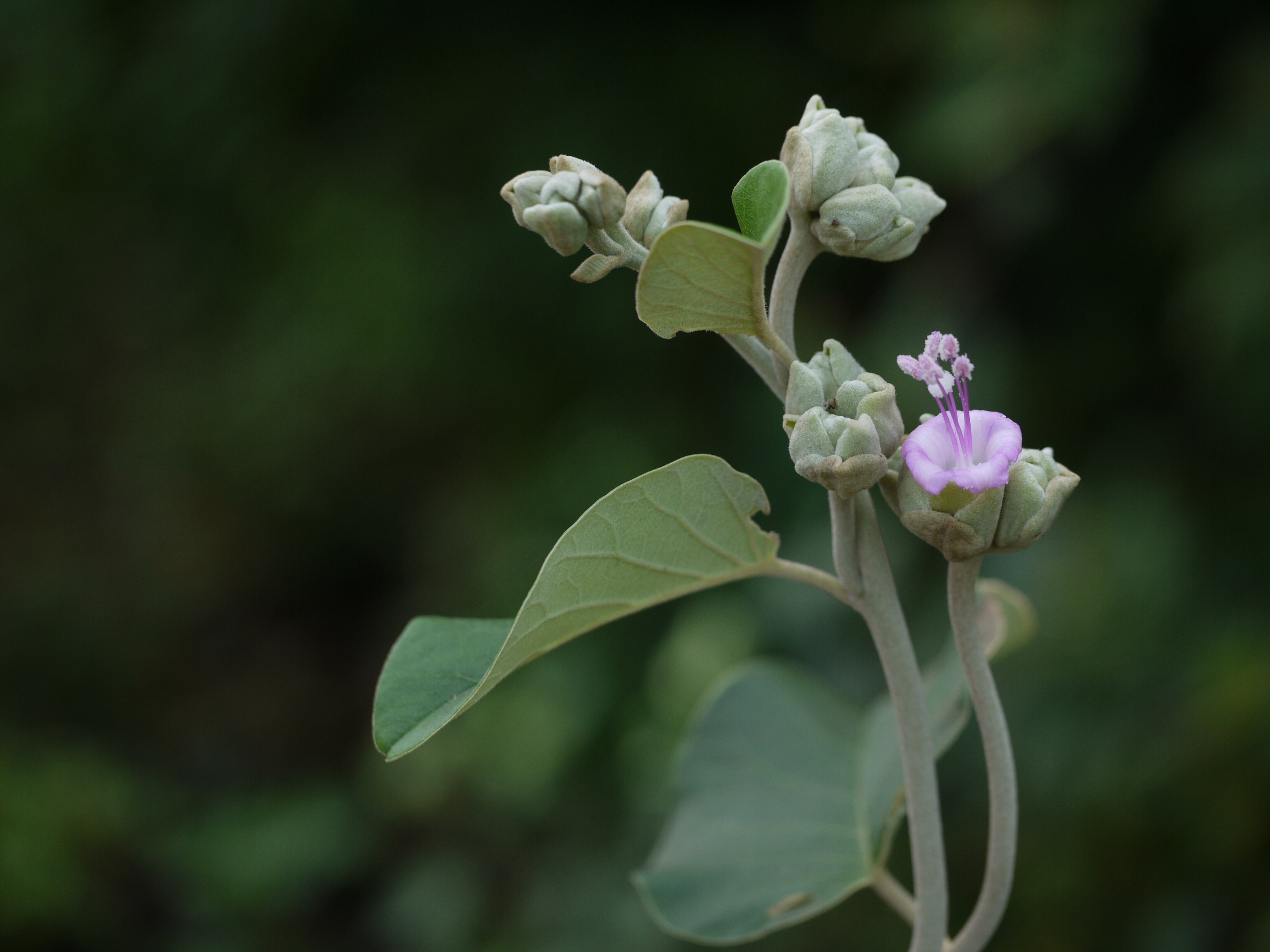
Argyreia osyrensis

Rodzaj z plemienia Ipomoeeae z podrodziny Convolvuloideae w obrębie rodziny powojowatych (Convolvulaceae). W szerokim ujęciu rodzaju wilec Ipomoea – rodzaj ten jest do niego włączany.
Wykaz gatunków 
- Argyreia adpressa (Choisy) Boerl.
- Argyreia akoensis S.Z.Yang, P.H.Chen & Staples
- Argyreia albiflora Staples & Traiperm
- Argyreia androyensis Deroin
- Argyreia ankylophlebia Traiperm & Staples
- Argyreia apoensis (Elmer) Ooststr.
- Argyreia arakuensis N.P.Balakr.
- Argyreia argentea (Roxb.) Sweet
- Argyreia atropurpurea (Wall.) Raizada
- Argyreia baoshanensis S.H.Huang
- Argyreia barbata (Wall.) Raizada
- Argyreia barbigera Choisy
- Argyreia barnesii (Merr.) Ooststr.
- Argyreia baronii Deroin
- Argyreia bella (C.B.Clarke) Raizada
- Argyreia bifrons Ooststr.
- Argyreia boholensis (Merr.) Ooststr.
- Argyreia boseana Santapau & Patel
- Argyreia bracteata Choisy
- Argyreia bracteosa (C.B.Clarke) Raizada
- Argyreia breviscapa (Kerr) Ooststr.
- Argyreia capitiformis (Poir.) Ooststr.
- Argyreia caudata Ooststr.
- Argyreia celebica Ooststr.
- Argyreia cheliensis C.Y.Wu
- Argyreia cinerea Ooststr.
- Argyreia coacta (C.B.Clarke) Alston
- Argyreia collinsiae (Craib) Na Songkhla & Traiperm
- Argyreia confusa (Prain) Thoth.
- Argyreia congesta Ooststr.
- Argyreia convolvuloides (Prain) Rattanakr. & Traiperm
- Argyreia coonoorensis W.W.Sm. & Ramaswami
- Argyreia corneri Hoogland
- Argyreia crispa Ooststr.
- Argyreia cucullata Ooststr.
- Argyreia cuneata (Willd.) Ker Gawl.
- Argyreia cymosa (Roxb.) Sweet
- Argyreia daltonii C.B.Clarke
- Argyreia decemloba Traiperm, Fujikawa & Staples
- Argyreia discolor Ooststr.
- Argyreia dokmaihom Traiperm & Staples
- Argyreia elliptica (Roth) Choisy
- Argyreia elongata Forman
- Argyreia erinacea Ooststr.
- Argyreia eriocephala C.Y.Wu
- Argyreia formosana Ishig. ex T.Yamaz.
- Argyreia fulgens Choisy
- Argyreia fulvocymosa C.Y.Wu
- Argyreia fulvovillosa C.Y.Wu & S.H.Huang
- Argyreia glabra Choisy
- Argyreia gyrobracteata Traiperm & Chitchak
- Argyreia hancorniifolia Gardner ex Thwaites
- Argyreia henryi (Craib) Craib
- Argyreia hirsuta Wight & Arn.
- Argyreia hirsutissima (C.B.Clarke) Thoth.
- Argyreia hookeri C.B.Clarke
- Argyreia hylophila (Kerr) Staples & Traiperm
- Argyreia inaequisepala Traiperm & Staples
- Argyreia involucrata C.B.Clarke
- Argyreia ionantha (Kerr) Khunwasi & Traiperm
- Argyreia kerrii Craib
- Argyreia kleiniana (Schult.) Raizada
- Argyreia kondaparthiensis P.Daniel & Vajr.
- Argyreia kunstleri (Prain) Ooststr.
- Argyreia kurzii (C.B.Clarke) Boerl.
- Argyreia lakshminarasimhanii S.Shalini, Sujana, Arisdason & D.Maity
- Argyreia lamii Ooststr.
- Argyreia lanceolata Choisy
- Argyreia laotica Gagnep.
- Argyreia lawii C.B.Clarke
- Argyreia leschenaultii Choisy
- Argyreia leucantha Traiperm & Staples
- Argyreia linggaensis Ooststr.
- Argyreia longifolia (Collett & Hemsl.) Raizada
- Argyreia longipes (Gagnep.) Traiperm & Staples
- Argyreia luzonensis (Hallier f.) Ooststr.
- Argyreia lycioides (Choisy) Traiperm & Rattanakr.
- Argyreia maingayi (C.B.Clarke) Hoogland
- Argyreia marlipoensis C.Y.Wu & S.H.Huang
- Argyreia mastersii (Prain) Raizada
- Argyreia maymyensis (Lace) Raizada
- Argyreia mekongensis Gagnep. & Courchet
- Argyreia melvillei (S.Moore) Staples
- Argyreia micrantha Ooststr.
- Argyreia mollis (Burm.f.) Choisy
- Argyreia monglaensis C.Y.Wu & S.H.Huang
- Argyreia monosperma C.Y.Wu
- Argyreia nana (Collett & Hemsl.) S.Shalini, Lakshmin. & D.Maity
- Argyreia nellygherya Choisy
- Argyreia nervosa (Burm.f.) Bojer
- Argyreia nitida (Desr.) Choisy
- Argyreia nuda Ooststr.
- Argyreia oblongifolia Ooststr.
- Argyreia obtusifolia Lour.
- Argyreia onilahiensis Deroin
- Argyreia ooststroomii Hoogland
- Argyreia osyrensis (Roth) Choisy
- Argyreia paivae A.R.Simões & P.Silveira
- Argyreia pallida Choisy
- Argyreia parviflora (Ridl.) Ooststr.
- Argyreia paucinervia Ooststr.
- Argyreia pedicellata Ooststr.
- Argyreia philippinensis (Merr.) Ooststr.
- Argyreia pierreana Bois
- Argyreia pilosa Wight & Arn.
- Argyreia pinangiana (Choisy) Boerl.
- Argyreia popahensis (Collett & Hemsl.) Staples
- Argyreia pseudorubicunda Ooststr.
- Argyreia pseudosolanum Traiperm & Suddee
- Argyreia reinwardtiana (Blume) Miq.
- Argyreia reticulata (Prain) Hoogland
- Argyreia ridleyi (Prain) Prain ex Ooststr.
- Argyreia robinsonii (Ridl.) Ooststr.
- Argyreia roseopurpurea (Kerr) Ooststr.
- Argyreia roxburghii (Sweet) Choisy
- Argyreia rubicunda Choisy
- Argyreia samarensis Ooststr.
- Argyreia scortechinii (Prain) Prain ex Hoogl.
- Argyreia sericea Dalzell & A.Gibson
- Argyreia setosa (Roxb.) Sweet
- Argyreia sharadchandrajii Lawand & Shimpale
- Argyreia siamensis (Craib) Staples
- Argyreia sikkimensis (C.B.Clarke) Ooststr.
- Argyreia sorsogonensis Ooststr. ex Staples & Traiperm
- Argyreia sphaerocephala (Prain) Prain ex Hoogl.
- Argyreia splendens (Hornem.) Sweet
- Argyreia srinivasanii Subba Rao & Kumari
- Argyreia stenophylla (Kerr) Staples & Traiperm
- Argyreia strigillosa C.Y.Wu
- Argyreia subrotunda Q.R.Liu & Mao Lin Zhang
- Argyreia suddeeana Traiperm & Staples
- Argyreia sumbawana Ooststr.
- Argyreia thorelii Gagnep.
- Argyreia thwaitesii (C.B.Clarke) D.F.Austin
- Argyreia tomentosa Choisy
- Argyreia vahibora Deroin
- Argyreia variabilis Traiperm & Staples
- Argyreia velutina C.Y.Wu
- Argyreia venusta Choisy
- Argyreia versicolor (Kerr) Staples & Traiperm
- Argyreia wallichii Choisy
- Argyreia walshiae Ooststr.
- Argyreia zeylanica (Gaertn.) Voigt